# Kožlany
Kožlany är en stad i Tjeckien.   Den ligger i regionen Plzeň, i den västra delen av landet, 60 km väster om huvudstaden Prag. Kožlany ligger 438 meter över havet och antalet invånare är 1 374.
Terrängen runt Kožlany är lite kuperad.Runt Kožlany är det glesbefolkat, med 18 invånare per kvadratkilometer. Närmaste större samhälle är Rakovník, 18,4 km nordost om Kožlany. Trakten runt Kožlany består till största delen av jordbruksmark.